# 새벌로
새벌로는 인천광역시 부평구 청천동에서 계양구 효성동까지 이르는 인천광역시도로, 총 연장은 1.9 km이다.

## 유래
고려 시대 당시 말 먹이던 넓은 풀밭이 있었다는 의미의 옛 지명을 인용하여 제명한 것에서 유래되었다.

## 노선 정보
- 총 연장 : 1.900 km
- 기점 : 인천광역시 부평구 청천동 417-62 (새벌로삼거리 = 평천로와 교차)
- 종점 : 인천광역시 계양구 효성동 1-92 (경인교육대학교에 의해 단절)

## 지리

### 통과하는 지자체
- 부평구 : 청천동
- 계양구 : 효성동

### 접촉하는 도로
- 평천로
- 부평북로
- 청천마차로
- 아나지로 (국도 제6호선, 국도 제77호선의 각 일부)
- 효서로
- 봉오대로
- 길마로

### 주변에 있는 시설
- 동서식품

## 비고
- 봉오대로 이북에 있는 재개발구역인 작전동 힐스테이트자이계양아파트가 당 도로의 동측에 있다.
- 북쪽 종점의 인근 지역에는 경인교육대학교가 위치해 있기 때문에 해당 도로는 직선으로 연결하지 않는다.